# Krahule

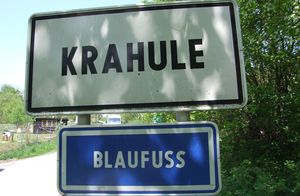
Dwujęzyczne tablice miejscowości

Krahule (do 1927 Blajfus, 1927–1946 Blaufuss, niem. Blaufuss, Blaufuß, węg. Kékellő) – dwujęzyczna wieś i gmina (obec) w środkowej Słowacji, w centralnej części Gór Kremnickich (dawny tzw. Hauerland, niemiecka wyspa językowa). Ośrodek turystyczny i narciarski. Rozłożona wzdłuż drogi w kierunku z północnego zachodu na południowy wschód. Centrum wsi znajduje się 872 m n.p.m. Ma 1000 metrów długości i 150 metrów szerokości. Obejmuje obszar około 15 hektarów, a łączna powierzchnia gminy wynosi 1076 hektarów. Gmina graniczy od południa i wschodu z Kremnicą, od północy z Turčekiem, od zachodu z gminą Kremnické Bane.